# Rheinbachweiler
Rheinbachweiler war eine Siedlung (Hofstelle oder Klosterhof) des von Zisterziensern betriebenen Klosters Himmerod. Der südostwärts der heutigen Stadt Rheinbach im Rhein-Sieg-Kreis in Nordrhein-Westfalen gelegene Ort fiel etwa gegen Ende des 14. Jahrhunderts wüst.

## Geschichte
Die früheste bekannte Nennung der Siedlung stammt aus dem Jahr 1162; sie wurde damals als Wilre (Weiler) bezeichnet. Das Augustinerkloster Lonnig erhielt den Hof der Siedlung im Jahr 1247 im Rahmen eines Landtausches, vermutlich vom Kloster Prüm. Damit ging ein Wechsel der Vogteirechte einher; die damit belehnten Grafen von Are-Hochstade, die bis dahin als Stellvertreter des Klosterabtes das Gerichtsrecht wahrnahmen, traten dieses nun an den Kölner Erzbischof, Konrad von Hochstaden, ab. Das Himmeroder Kloster erwarb den Hof am 25. Februar 1256. Zwei Monate später (24. April 1256) verzichtete der Rheinbacher Burgmann und Ritter, Lambert von Rheinbach, auf die Ausübung der Vogteirechte. Dieser Verzicht wurde im September 1256 vom Erzbischof bestätigt. Etwa ab Mitte des 13. Jahrhunderts wurde die Siedlung als „Wilrereynbach“ (Weiler bei Rheinbach) bezeichnet. Die Namensgebung zeigt die Verbundenheit mit dem nahegelegenen und zur Stadt aufstrebenden Rheinbach. Für das Jahr 1296 ist eine Güterschenkung Rheinbachweiler Bürger an das Himmeroder Kloster belegt, die von dem Herrn der Rheinbacher Burg (dominus de Rheinbach), Theoderich II. und sieben Rheinbacher Schöffen bestätigt wurde.
Nachdem vom Kloster 1317 innerhalb der Rheinbacher Stadtmauer der Himmeroder Hof errichtet worden war, verlor der Rheinbachweiler Hof an Bedeutung. Der Himmeroder Hof in Rheinbach wurde nun zur zentralen Hebe- und Verwaltungsstelle für die Himmeroder Besitzungen in Kleinaltendorf, Wormersdorf, Ersdorf, Ipplendorf, Todenfeld, Flerzheim und auch Rheinbachweiler. Ein im Historischen Archiv der Stadt Köln (Best. 210 Domstift) erhaltenes Dokument vom 22. August 1340 betrifft eine Zusage von Erzbischof Walram von Jülich, nicht näher beschriebene „Bedrückungen“ abzustellen, die die Abtei Himmerode in Rheinbachweiler bisher erdulden musste. Hofstelle und Siedlung wurden später aufgegeben. Die Aufgabe ist eine typische Wüstungsbildung als Folge einer Bevölkerungsballung in einer sich entwickelnden, nahegelegenen Stadt. Das Wüstfallen erfolgte etwa gegen Ende des 14. Jahrhunderts; es liegen keine Funde von Steinzeugscherben aus jüngerer Zeit vor.